# Thoroughly Modern Millie (comédie musicale)
Thoroughly Modern Millie est une comédie musicale de 2002 composée par Jeanine Tesori, avec les paroles de Dick Scanlan et un livret de Richard Morris et Scanlan.

## Synopsis

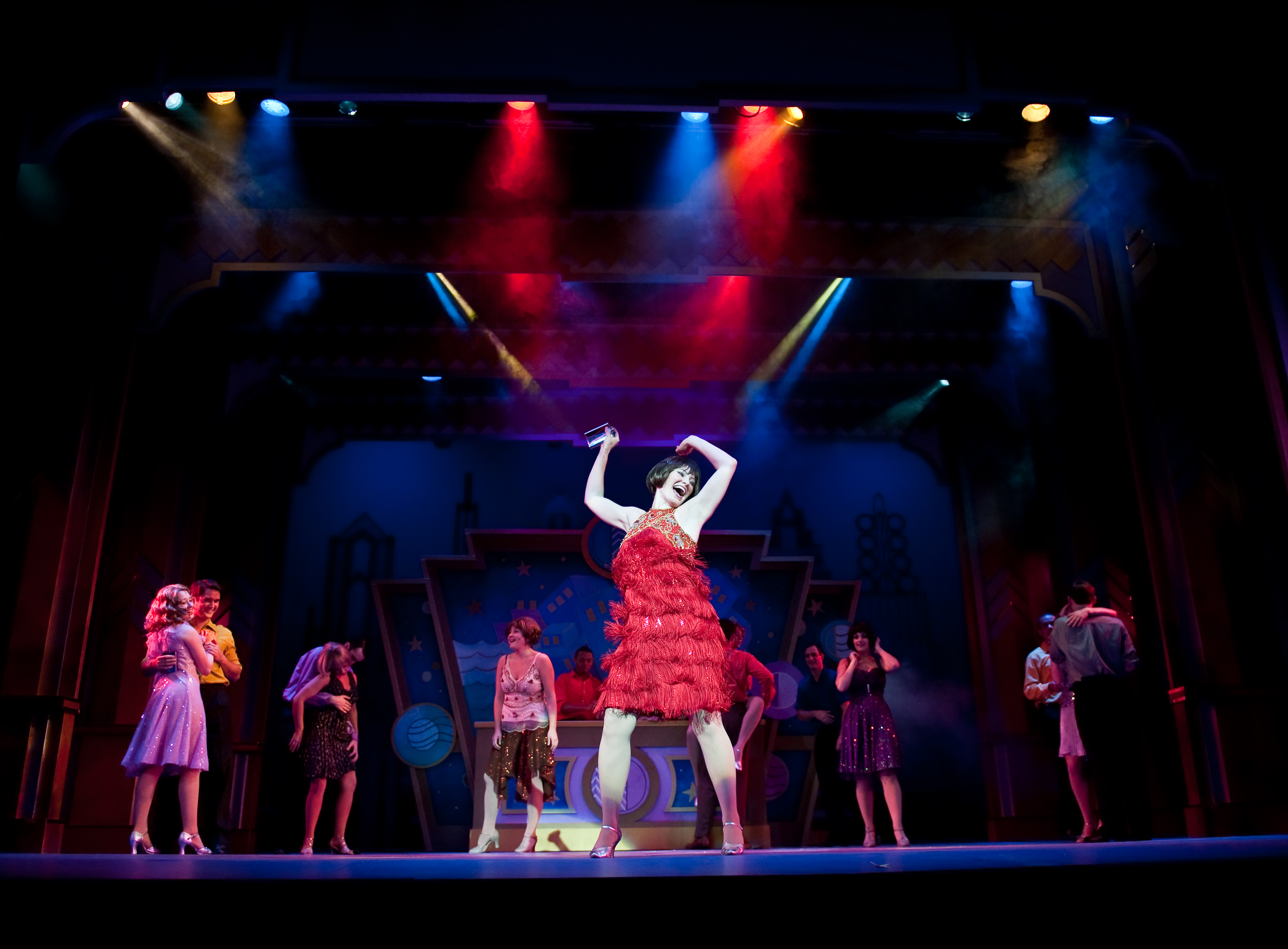
Représentation du spectacle au Empire Theatre (Virginie) en 2009.

Thoroughly Modern Millie raconte l'histoire de Millie Dillmount, originaire d'une petite ville du Kansas et qui vient à New York pour avec l'objectif de se marier avec un homme riche - un objectif résolument moderne en 1922, alors que les femmes venaient d'entrer sur le marché du travail. Millie adopte un look garçonne très en vogue à l'époque et s'en amuse, mais les problèmes arrivent lorsqu'elle se rend dans un hôtel appartenant au chef d'un groupe responsable d'un trafic.

## Création
Thoroughly Modern Millie est basé sur le film de 1967 du même nom, lui-même basé sur la comédie musicale britannique Chrysanthemum, qui a ouvert à Londres en 1956.
Après des avant-premières au La Jolla Playhouse à San Diego, Californie, d'octobre 2000 à décembre 2000, le spectacle a ouvert à Broadway le 18 avril 2002 au Marquis Theatre. Cette production s'est terminée le 20 juin 2004 après 903 représentations et 32 avant-premières. Mis en scène par Michael Mayer et chorégraphié par Rob Ashford, l'orchestration a été réalisée par Doug Besterman et Ralph Burns, la scénographie a été réalisée par David Gallo, la conception des costumes par Martin Pakledinaz et l'éclairage par Donald Holder. La distribution originale comprenait Sutton Foster dans le rôle de Millie, Marc Kudisch dans celui de Trevor, Angela Christian dans celui de Miss Dorothy, Gavin Creel dans celui de Jimmy, Harriet Sansom Harris en tant que Mme Meers, Sheryl Lee Ralph en tant que Muzzy Van Hossmere, Ken Leung en tant que Ching Ho, Francis Jue en tant que Bun Foo et Anne L. Nathan en tant que Mlle Flannery.
La production a ensuite remporté six Tony Awards en 2002 et cinq Drama Desk Awards, dont celui de la meilleure comédie musicale. En raison du succès de la production originale de Broadway, le spectacle était à la fois en tournée aux États-Unis et en production dans le West End, à Londres en 2003, suivi d'une tournée au Royaume-Uni en 2005.

## Numéros musicaux
| Acte I - "Ouverture" — Orchestre - "Not for the Life of Me" — Millie - "Thoroughly Modern Millie" — Millie & Moderns - Musique de Jimmy Van Heusen et Sammy Cahn - "Not for the Life of Me (Tag)" — Millie & the Hotel Girls - "How the Other Half Lives" — Millie & Miss Dorothy - "How the Other Half Lives (reprise)" - Millie et Miss Dorothy - "Not for the Life of Me (Reprise)" — Bun Foo et Ching Ho - "The Speed Test" — Trevor Graydon, Millie, Stenographers & Office Singers - Éléments repris de "My eyes are fully open" par Gilbert et Sullivan - "They Don't Know" — Mrs. Meers - "The Nuttycracker Suite" - Orchestra - Éléments repris de Casse-Noisette de Tchaikovsky - "What Do I Need with Love?" - Jimmy - "Only in New York" — Muzzy - "Jimmy" — Millie - Musique et paroles par Jimmy Van Heusen et Sammy Cahn | Acte II - "Entr'acte" — Orchestre - "Forget About the Boy" — Millie, Miss Flannery, Women Office Singers, Stenographers - "Ah! Sweet Mystery of Life/Falling in Love with Someone" — Trevor Graydon et Miss Dorothy - Reprise de "Ah! Sweet Mystery of Life" de Victor Herbert - "I Turned the Corner/Falling in Love with Someone (Reprise)" — Millie, Jimmy, Miss Dorothy, Trevor Graydon - "Muqin" — Mrs. Meers, Bun Foo, Ching Ho - Reprise de My Mammy, musique de Walter Donaldson et paroles de Joe Young et Sam M. Lewis - "Long as I'm Here with You" — Muzzy & Muzzy's Boys - "Gimme Gimme" — Millie - "The Speed Test (Reprise)" — Millie, Trevor Graydon, Jimmy - "Ah! Sweet Mystery (Reprise)" — Miss Dorothy et Ching Ho - "Thoroughly Modern Millie (Reprise)" — Jimmy, Miss Dorothy & Moderns - "Curtain Call/Bows" — La troupe |

## Nominations et récompenses

### Production originale de Broadway
| Année | Cérémonie        | Catégorie                                           | Nomination                     | Résultat   |
| ----- | ---------------- | --------------------------------------------------- | ------------------------------ | ---------- |
| 2002  | Drama Desk Award | Outstanding Musical                                 | Outstanding Musical            | Lauréat    |
| 2002  | Drama Desk Award | Outstanding Book of a Musical                       | Dick Scanlan et Richard Morris | Nomination |
| 2002  | Drama Desk Award | Outstanding Actress in a Musical                    | Sutton Foster                  | Lauréat    |
| 2002  | Drama Desk Award | Outstanding Featured Actor in a Musical             | Marc Kudisch                   | Nomination |
| 2002  | Drama Desk Award | Outstanding Featured Actress in a Musical           | Harriet Sansom Harris          | Lauréat    |
| 2002  | Drama Desk Award | Outstanding Director of a Musical                   | Michael Mayer                  | Lauréat    |
| 2002  | Drama Desk Award | Outstanding Choreography                            | Rob Ashford                    | Nomination |
| 2002  | Drama Desk Award | Outstanding Orchestrations                          | Doug Besterman et Ralph Burns  | Lauréat    |
| 2002  | Drama Desk Award | Outstanding Lyrics                                  | Dick Scanlan                   | Nomination |
| 2002  | Drama Desk Award | Outstanding Music                                   | Jeanine Tesori                 | Nomination |
| 2002  | Drama Desk Award | Outstanding Set Design                              | David Gallo                    | Nomination |
| 2002  | Drama Desk Award | Outstanding Costume Design                          | Martin Pakledinaz              | Nomination |
| 2002  | Tony Award       | Best Musical                                        | Best Musical                   | Lauréat    |
| 2002  | Tony Award       | Best Book of a Musical                              | Dick Scanlan et Richard Morris | Nomination |
| 2002  | Tony Award       | Best Original Score                                 | Jeanine Tesori et Dick Scanlan | Nomination |
| 2002  | Tony Award       | Best Performance by a Leading Actor in a Musical    | Gavin Creel                    | Nomination |
| 2002  | Tony Award       | Best Performance by a Leading Actress in a Musical  | Sutton Foster                  | Lauréat    |
| 2002  | Tony Award       | Best Performance by a Featured Actor in a Musical   | Marc Kudisch                   | Nomination |
| 2002  | Tony Award       | Best Performance by a Featured Actress in a Musical | Harriet Sansom Harris          | Lauréat    |
| 2002  | Tony Award       | Best Direction of a Musical                         | Michael Mayer                  | Nomination |
| 2002  | Tony Award       | Best Choreography                                   | Rob Ashford                    | Lauréat    |
| 2002  | Tony Award       | Best Orchestrations                                 | Doug Besterman et Ralph Burns  | Lauréat    |
| 2002  | Tony Award       | Best Costume Design                                 | Martin Pakledinaz              | Lauréat    |

### Production originale de Londres
| Année | Cérémonie              | Catégorie                  | Nomination        | Résultat   |
| ----- | ---------------------- | -------------------------- | ----------------- | ---------- |
| 2004  | Laurence Olivier Award | Best New Musical           | Best New Musical  | Nomination |
| 2004  | Laurence Olivier Award | Best Actress in a Musical  | Amanda Holden     | Nomination |
| 2004  | Laurence Olivier Award | Best Actress in a Musical  | Maureen Lipman    | Nomination |
| 2004  | Laurence Olivier Award | Best Theatre Choreographer | Rob Ashford       | Nomination |
| 2004  | Laurence Olivier Award | Best Costume Design        | Martin Pakledinaz | Nomination |